# Naissance en 1083
Naissance
- 1079
- 1080
- 1081
- 1082
- 1083
- 1084
- 1085
- 1086
- 1087

Cette page dresse une liste de personnalités nées au cours de l'année 1083 :
- 1er ou 2 décembre : Anne Comnène, historienne byzantine.

- Ali Ben Youssef,  émir almoravide.
- Cadi Ayyad, Al Qâdî 'Iyâd Ibn Mûsâ Al Yahsûbî, cadi (juge) d'origine Andalouse, affilié à l'école juridique Malikite et à l'école théologique Ash'arite : il est un des sept saints de Marrakech.
- Florine de Bourgogne, noble française et femme croisée.
- Guigues Ier le Chartreux, moine chartreux, cinquième prieur de la Grande Chartreuse, et législateur de l’ordre des Chartreux.
- Guillaume II de Nevers, comte de Nevers et d'Auxerre.
- Li Gang (en), autorité régionale de la dynastie Song.
- Othon II de Wittelsbach, comte de Wittelsbach et comte palatin de Bavière.
- Shin Panthagu (en), primat du royaume de Pagan.

date incertaine (vers 1083)
- Charles Ier de Flandre, dit Charles le Bon, comte de Flandre.
- Viatcheslav Ier, Viatcheslav Vladimirovitch, grand-prince du Rus' de Kiev de la dynastie des Riourikides.

## Crédit d'auteurs
- Cet article est partiellement ou en totalité issu de l'article intitulé « 1083 » (voir la liste des auteurs).